# ريالتي بايتس
«ريالتي بايتس» هي الحلقة عائلة سمبسون (الموسم 9) [الإنجليزية] من مسلسل الرسوم المتحركة الأمريكي عائلة سيمبسون. بُث في الأصل على شبكة فوكس في الولايات المتحدة في 7 ديسمبر 1997. ترى الحلقة أن مارج تصبح وكيل عقارات، بينما يستمتع هومر بسيارة ثعبان جيلبيرد [الإنجليزية]. كتبه دان جريني [الإنجليزية] وأخرجه سوينتون أو.سكوت الثالث [الإنجليزية].
هذه الحلقة هي آخر ظهور يتحدث فيه ليونيل هاتز، قبل خمسة أشهر من وفاة فيل هارتمان. نشأ تطور الحلقة من رغبة الكتّاب في تقديم عرض يركز على مارج، حيث لم تنجح وظيفتها.
تلقت الحلقة إشارة إيجابية في كتاب لا أستطيع أن أصدق أنه دليل غير رسمي أكبر وأفضل محدّثً من عائلة سمبسون، وظهر في إصدار DVD الخاص لعام 2003 عائلة سيمبسون: الأعمال الخطرة.

## حبكة
بعد أن اشتكت مارج من أن الأسرة تقضي عطلات نهاية الأسبوع مكتوفة الأيدي في المنزل، يجرها هومر إلى مزاد للممتلكات المحجوزة للشرطة. أثناء وجوده هناك، اشترى سيارة Snake Li'l Bandit. عند رؤية هذا، تعهد الأفعى بقتل هوميروس. بعد المزاد، والإصرار على العودة إلى المنزل بدلاً من الركوب في هورتورد الخطير الجديد لـ هومر، تقابل مارج ليونيل هاتز، الذي أصبح سمسار عقارات. قررت مارج تجربة الوظيفة بنفسها وبدأت العمل لدى هوتز، في Red Blazer Realty. تخبر المشترين المحتملين عن رأيها بالمنازل التي تعرضها لهم بصدق وشفافية، مما يمنعها من بيع أي منزل. تخبرها هوتز باستخدام أوصاف أكثر إيجابية عند بيع المنازل، كما تخبر مارج إذا لم تبيع منزلًا في الأسبوع الأول، فسيتم طردها. تحاول مارج إخفاء الحقيقة لكنها تفشل لأنها لا تستطيع أن تكذب على الآخرين. لا تكشف مارج عن الحقيقة الكاملة للمنزل الذي تبيعه إلى نيد فلاندرز وعائلته، والذي كان موقعًا لجرائم قتل متعددة، وهو منزل لم تتمكن Red Blazer Realty من بيعها حتى الآن. قام آل فلاندرز بشراء المنزل وتوديع عائلة سمبسون.
في هذه الأثناء، يهرب سناك من السجن ويقفز إلى Li'l Bandit لاستعادة السيارة من هومر. يبدأون في قتال بعضهم البعض للسيطرة على السيارة المتحركة، ويبدأ الزعيم ويغام بمطاردتهم.
تشعر مارج بالذنب بشأن خداعها وقلقها على سلامة فلاندرز، وتذهب لتفقدهم في منزلهم الجديد. هناك، تخبرهم بالحقيقة عن جرائم القتل، لكنهم لم ينزعجوا. يسعد نيد ومود أن يكونا جزءًا من تاريخ سبرينغفيلد، ويرفضان عرض مارج بإعادة الوديعة. ومع ذلك، يدمر المنزل بعد ثوان بأصطدام سيارة ليل بانديت ويغوم بالمنزل. تعيد مارج دفعة نيد الأولى. يغضب هتز، من تكاليف التدمير وخاصة إرجاع الأموال، يطلق النار على مارج (مما يمنحها سترة حمراء مطرزة بهذه المعلومات). في نهاية الحلقة، يأخذ هومر مارج إلى مكتب البطالة الحكومي لتحصيل شيك الرعاية الاجتماعية.

## إنتاج
أراد الكتّاب عمل «حلقة مارج»، لكن حلقة لا ينجح فيها عملها، على عكس الحلقات السابقة. تمثل الحلقة الظهور الأول جيل جوندرسون [الإنجليزية]، بصوت دان كاستيلانيتا، كوكي كوان [الإنجليزية]، بصوت تريس ماكنيل. قدم الكتاب الأعذار لإعادة جيل في الحلقات المقبلة بناءً على أداء Castellaneta على الطاولة التي قرئت، والتي أثبتت شعبيتها بين الموظفين. رقم سجن سناك هو 7F20، وهو رمز إنتاج «حرب عائلة سمبسون [الإنجليزية]»، الحلقة التي ظهر فيها لأول مرة.
كان من المفترض أن ينتهي مشهد سلك البيانو بتقطيع شطيرة كيرك بالطريقة التي يريدها، حتى اقترح جورج ماير قطع ذراعه بدلاً من ذلك. وصف مايك سكالي [الإنجليزية] الضحك الذي أعقب اقتراحه بأنه أعنف ضحك سمعه من طاقم العمل، قائلاً: «لقد كانوا يختنقون حرفياً لأن النكتة كانت غير متوقعة. لقد كانت نوعًا من الضحك المثير للصدمة، وقد بدأت للتو، واحدة من تلك الضحكات التي تتراكم كلما تردد صداها فيك.» في خط البطالة، فإن متلقي البطالة الذي يرتدي قبعة الدلو واللحية هو صورة كاريكاتورية لجورج ماير. بسبب وفاة فيل هارتمان، تقاعدت الشخصيات المتكررة ليونيل هاتز ثعبان جيلبيرد [الإنجليزية]. على هذا النحو، هذه الحلقة هي آخر ظهور حديث لـيونيل هيتز، حيث ظهر فقط كشخصية ثانوية في بعض الحلقات المستقبلية. سيكون ظهور تروي مكلور الأخير في «بارت الأم [الإنجليزية]» الحلقة الثالثة من عائلة سمبسون (الموسم 10) [الإنجليزية].